# Orang-Mamma
Orang-Mamma, (tribu de l'interior de Sumatra, Arxipèlag Asiàtic, Índies Neerlandeses, Oceania), descoberta per G. Schneider a principis de 1899 i que a principis del segle XX no comptava amb més de 400 a 500 individus.
Els Orang-Mamma són de petita estatura, fornits, de pèl negre, pell marró i ulls negres, i es tenyeixen de negre la dentadura, llimant-se els incisius superiors arran de la geniva. La seva indumentària es redueix a un cinturó de 2m. de llarg. Per a adorn porten els homes anells en braços i dits, formats de petxines i perles de vidre, que compren, així com el ferro per a armes, ganivets i eines, als malais.
Els Orang-Mamma fan cistelles, bosses, etc. boniques amb rotang dividit i tenyit, i els recipients es fan amb carabasses i fruits de palma. La ceràmica i el teixit són desconeguts. L'únic instrument musical és una flauta artesana primitiva. La seva ocupació consisteix en algun conreu d'arròs, cria de gallines, gossos, rates de cua nuada i, ocasionalment, cabres, però la caça (amb llança) de senglars, etc., i la pesca (també amb espit) són les seves ocupacions principals. La resina de Dammar, el cautxú, l'arrel de tuba (per a la pesca), la mel i la cera, el rotang i els fruits es recullen i es consumeixen o s'intercanvien als malais per sal i calicó. La llengua és un dialecte malai, però és difícil d'entendre per als mateixos malais. Les cases són palanques, suposadament per seguretat contra elefants, rinoceronts i tigres. Els pobles estan situats lluny els uns dels altres. Hi ha creença en els esperits i el xamanisme. La compra de núvia no té lloc; els matrimonis es basen únicament en l'afecte mutu; El cap celebra el matrimoni sacrificant un gall negre i una gallina negra. El matrimoni és monògam i indivisible.